# المطاردة الفردية

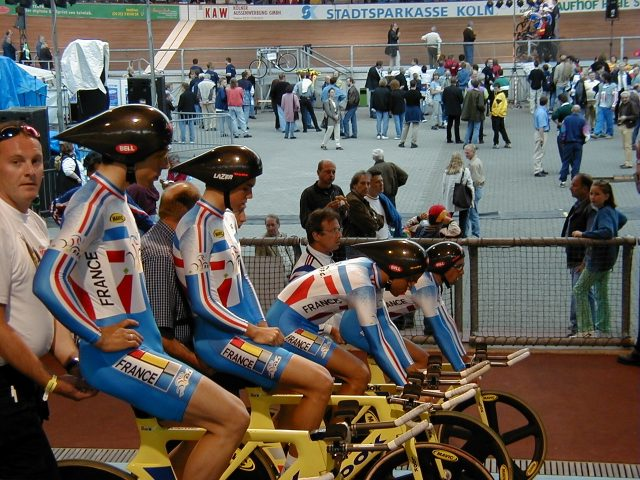

المطاردة الفردية هي فعالية من فعاليات ركوب الدراجات على المضمار، حيث يبدأ اثنين من الدراجين السباق من موقع ثابت على جانبي المضمار. يقام الحدث على 4 كيلومتر (2.5 ميل) للرجال و 3 كيلومتر (1.9 ميل) للسيدات. يبدأ الدراجان في نفس الوقت وينطلقان لانهاء مسافة السباق بأسرع زمن. يتسابقان على خط المطاردة في أسفل المضمار من أجل العثور على أسرع خط. يقدم هذا السباق مشهدًا جيدًا حيث يتابع الدراجان بعضهما البعض في محاولة للقبض على المتسابق الآخر الذي بدأ على الجانب الآخر من المسار. إذا تم تحقيق المصيد، فسيتم إعلان أن المطارد الناجح هو الفائز. ومع ذلك، يمكنهم الاستمرار في السباق حتى انهاء المسافة من أجل تسجيل أسرع وقت ( سباقات التصفيات) أو تحطيم رقم قياسي (السباقات النهائية).

## التأهل وشكل السباق
الجولة الأولى من المسابقة في الأحداث الكبرى هي الجولة التأهيلية. حيث يكون اثنين من المتسابقين على المضمار في نفس الوقت ولكنهما لا يتنافسان بشكل مباشر ضد بعضهما البعض وانما يحاولان تحديد أسرع وقت للتاهل في المنافسة. في الألعاب الأولمبية، يتأهل أفضل المتسابقين إلى جولات خروج المغلوب، حيث يتأهل أفضل اثنين إلى سباق الميدالية الذهبية والفضية ويتأهل اصحاب المركزين التاليين إلى سباق الميدالية البرونزية. في بطولة العالم أو أحداث كأس العالم الكلاسيكية، يتأهل اثنين من المتسابقون الأوائل من جولة التصفيات مباشرة إلى سباق الميدالية الذهبية والفضية بينما يتنافس الثالث والرابع على الميدالية البرونزية.
اعتبارًا من 2009 وافقت اللجنة الأولمبية الدولية "على توصية الاتحاد الدولي للدراجات لإعادة هيكلة فعاليات المضمار في أولمبياد 2012 في لندن، بما في ذلك ازالة فعالية المطاردة الفردية من البرنامج، حيث كانت اخر مرة في برنامج أولمبياد 2008.

## الملاحقون الفرديون البارزون
كان آخر بطل أولمبي للرجال في هذا الحدث هو البريطاني برادلي ويجينز . اعتبارًا من 2015 ، بطل العالم للرجال هو السويسري ستيفان كونغ .
- روجيه ريفيير ( فرنسا ) ، بطل العالم للمحترفين ثلاث مرات، 1957-1959
- هيو بورتر ( المملكة المتحدة ) ، أربع مرات بطل العالم للمحترفين 5 كم
- غرايم أوبري (بطل العالم مرتين وسجل رقمًا قياسيًا عالميًا مرتين)
- كريس بوردمان (البطل الأولمبي 1992 وبطل العالم 1994 و 1996
- السير برادلي ويجينز (بطل أولمبي مرتين وبطل العالم ثلاث مرات)
- تايلور فيني (بطل العالم مرتين)
- جاك بوبريدج (صاحب الرقم القياسي العالمي في 4 كيلومتر البالغ 4 دقائق و 10.53 ثانية في عام 2011)
- لاسي نورمان هانسن (4 كم سجل أولمبي)
- فيليبو جانا (رقم قياسي عالمي في 4 كم  بلغ 4 دقائق و 2.647 ثانية في كأس العالم 2019/20 في مينسك)

### السيدات
كانت آخر بطلة أولمبية للسيدات في هذا الحدث هي البريطانية ريبيكا روميرو . اعتبارًا من 2015 ، بطلة العالم للسيدات في هذا الحدث هي الأسترالية ريبيكا ويساك .
- بيريل بيرتون (بطلة العالم خمس مرات)
- تمارا جاركوشينا (بطلة العالم ست مرات)
- ريبيكا تويج (بطلة العالم ست مرات)
- جيني لونغو (بطلة العالم ثلاث مرات)
- ليونتين فان مورسيل (بطلة أولمبية وبطلة العالم أربع مرات)
- سارة أولمر (البطلة الأولمبية والعالمية)
- سارة هامر (بطلة العالم خمس مرات)
- ريبيكا روميرو (البطلة الأولمبية والعالمية)
- كلوي ديجيرت (بطلة العالم ثلاث مرات وحاملة الرقم القياسي العالمي)